# Eisenbahngesellschaft Potsdam
Die Eisenbahngesellschaft Potsdam mbH (EGP) ist ein im Güterverkehr tätiges Eisenbahnverkehrsunternehmen mit Sitz in Wittenberge. Das Unternehmen verfügt über Niederlassungen in Eberswalde, Berlin und Braunschweig. Der ursprüngliche Sitz der Gesellschaft war Potsdam, was sich auch heute noch im Namen widerspiegelt.

## Geschichte
Die EGP wurde am 10. Februar 2005 gegründet. Am 11. April 2005 wurde die „Genehmigung zur Erbringung von Schienenverkehrsdiensten“ für den Schienenpersonen- und -güterverkehr erteilt.
Das Unternehmen führte bis zur Aufnahme des Schienenpersonennahverkehrs am 12. Dezember 2010 in Sachsen ausschließlich Güterverkehr durch. Seit dem 10. Februar 2006 verfügt die EGP über die Sicherheitsbescheinigung des Eisenbahnbundesamtes. Diese ist nach der Novellierung des Allgemeinen Eisenbahngesetzes (AEG) auf Basis von Vorgaben der EU-Kommission für alle Eisenbahnverkehrsunternehmen in Deutschland vorgeschrieben.
Zum 1. September 2006 hat die EGP die Güterverkehrsaktivitäten der PE Cargo, ein Unternehmen der PE Arriva AG, einschließlich der Belegschaft übernommen.
Am 25. September 2010 wurde die EGP von der ENON GmbH übernommen. Geschäftsführer sind seitdem Thomas Becken (mit Unterbrechung) und Mathias Tenisson, die Gründer der Prignitzer Eisenbahn GmbH. Zum Jahresbeginn 2012 war Thomas Becken von seiner Position als Geschäftsführer bei der Eisenbahngesellschaft Potsdam zurückgetreten und hat sich danach auf die strategischen Belange der Muttergesellschaft ENON GmbH & Co. KG konzentriert. Nachdem Wolfgang Bacher und danach Jörn Enderlein seine Aufgaben übernommen hatten, wechselte Thomas Becken Ende 2018 erneut in die Geschäftsführung der EGP.
Die EGP gründete zum Einstieg in den sächsischen Schienenpersonennahverkehr (SPNV) zunächst die „EGP – die Städtebahn GmbH“, die am 19. März 2010 den Zuschlag mit einem Auftragsvolumen von jährlich 1,7 Millionen Zugkilometer für den Betrieb des Dieselnetzes im Raum Dresden zunächst bis Ende 2014 erhielt. Am 8. Oktober 2010 wurde diese Gesellschaft in Städtebahn Sachsen GmbH umbenannt, als mit der NBE Regio GmbH, einer Tochtergesellschaft der Nordbayerischen Eisenbahngesellschaft, ein Partner hinzukam. Ende Mai 2013 verkaufte die EGP ihre Beteiligungen an der Städtebahn Sachsen GmbH und der Städtebahn Service GmbH an die NBE Regio, um sich wieder mehr auf den Schienengüterverkehr zu konzentrieren.

## Verkehr

### Güterverkehr
Zurzeit bedient die EGP den regionalen Schienengüterverkehr in der Prignitz, wobei Priort als Übergabebahnhof zur Deutschen Bahn dient. Außerdem werden Zementtransporte aus Thüringen und Westfalen in den Berliner Raum sowie Ganzzugverkehre mit verschiedenen Güterarten in Norddeutschland durchgeführt. Die im Auftrag von DB Cargo durchgeführte Wagenverteilung im Großraum Schwerin wurde im Dezember 2013 wieder an den Auftraggeber abgegeben. Der EGP stehen für diese Verkehre insgesamt über 50 Diesel- und Elektrolokomotiven zur Verfügung. Anfang Januar 2015 wurde in Ingolstadt eine Zweigniederlassung gegründet, die vor allem die Automobil- und Mineralöltransporte in Süddeutschland betreut, wozu zwei Elektrolokomotiven der DB-Baureihe 151 zur Verfügung stehen. Ebenfalls seit Jahresbeginn 2015 werden von Hamburg Transporte im Kombinierten Verkehr zu Terminals in Berlin und Schkopau durchgeführt. Die Transportleistung im Intermodalverkehr konnte 2017 mehr als verdoppelt werden.

### Personenverkehr
In den Jahren 2010 bis 2013 betrieb die EGP über ihre Tochtergesellschaft Städtebahn Sachsen GmbH vorübergehend SPNV in Sachsen.
In Nordostdeutschland betreibt die Hanseatische Eisenbahn GmbH (HANS) als Schwesterunternehmen der EGP SPNV.

## Fahrzeuge
Für den Güterverkehr verfügt die EGP insgesamt über 50 Fahrzeuge. Die Gesellschaft setzt Diesellokomotiven der Baureihen LKM V 22 B, LEW V 60 D, 212 (DB), 132 (DR) / 232 (DB) sowie 221 (DB) und BR 218/225 ein. Außerdem hat sie Elektrolokomotiven der Baureihen 109, 139/140, 142, 151, 182 (Dispolok), 192 (Smartron) und 193 (Vectron) sowie 248 (Vectron Dual Mode) im Bestand.
Für den bis 2019 durchgeführten Personenverkehr waren 15 neue Dieseltriebwagen des Typs Desiro angemietet, die in Ottendorf-Okrilla gewartet wurden.
Diesellokomotiven

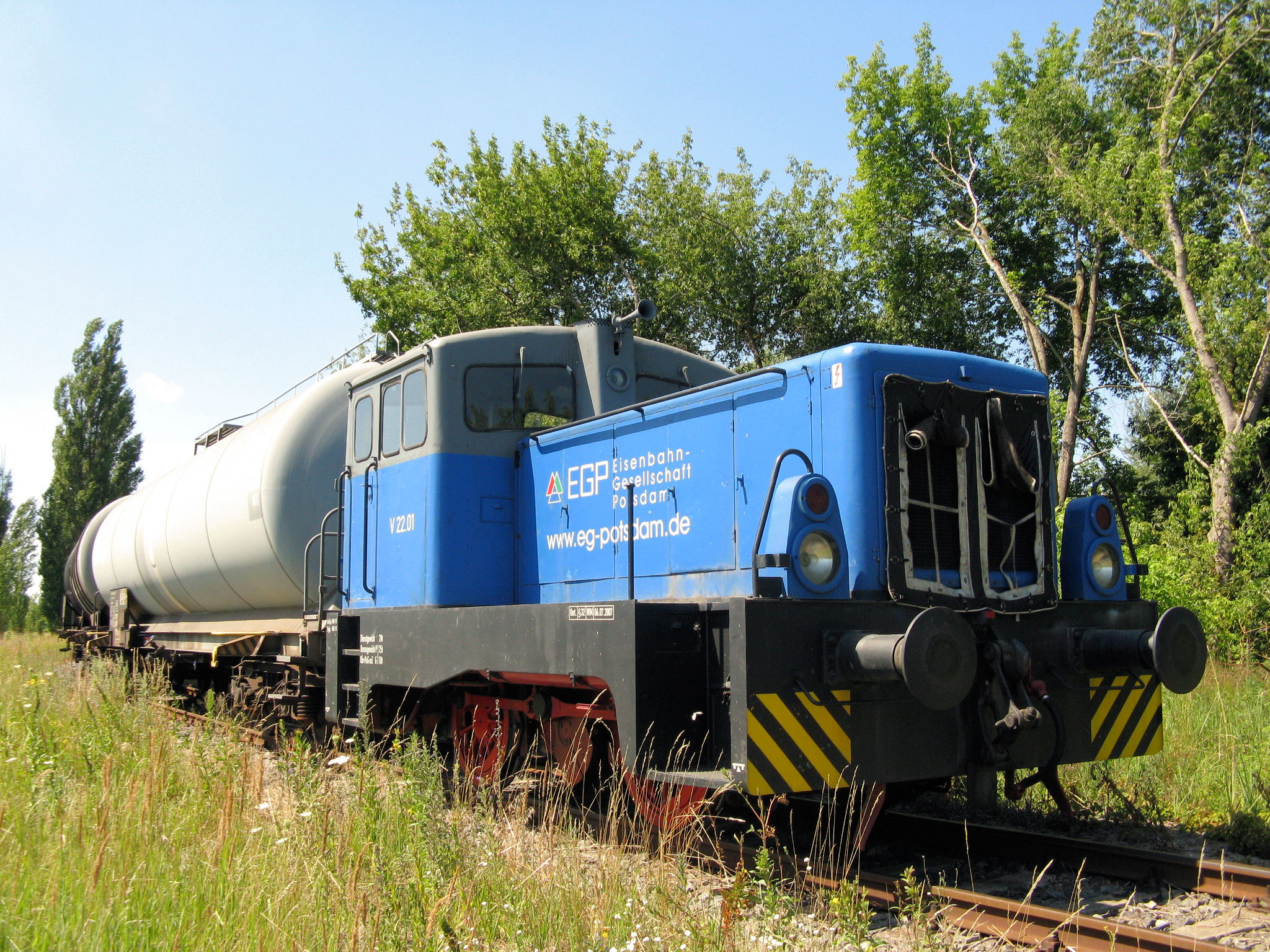
V22.01 in Wittenberge
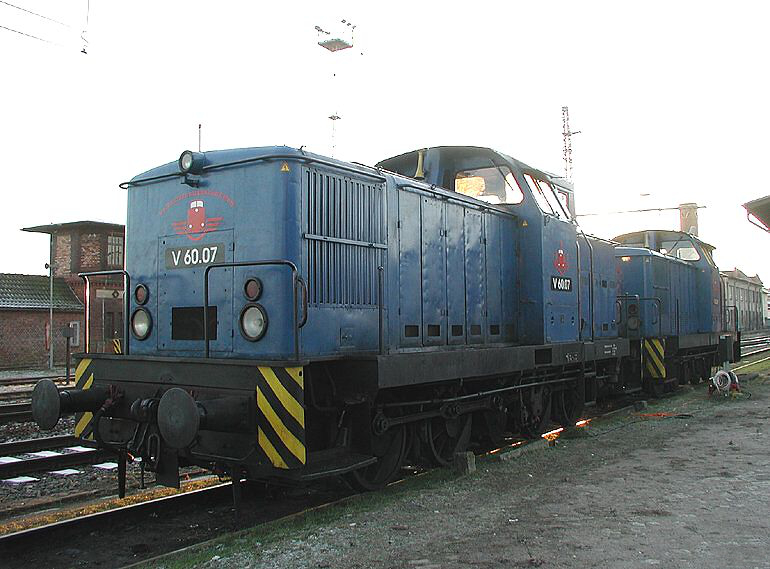
V60.07 und 60.09 auf dem Bahnhof Großräschen
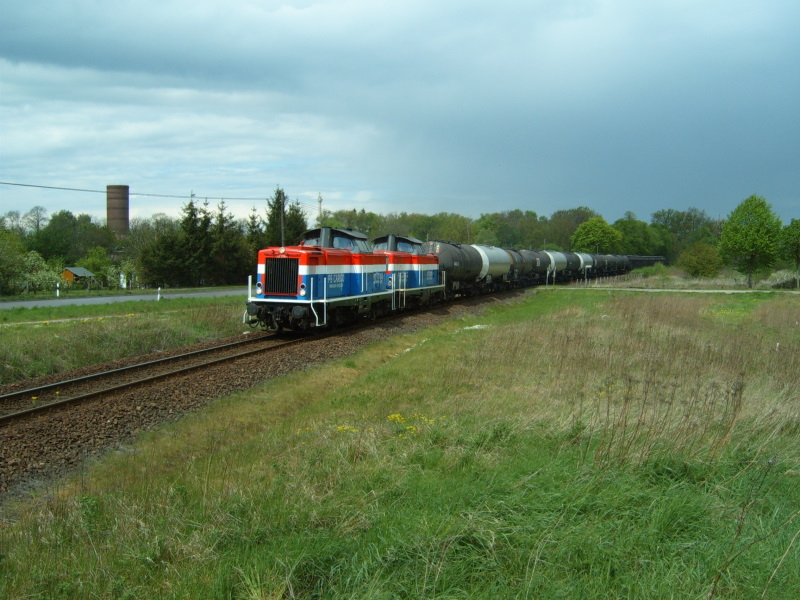
212 279-4 und 212 314-9 bei der Ausfahrt mit einem Güterzug in Richtung Wustermark
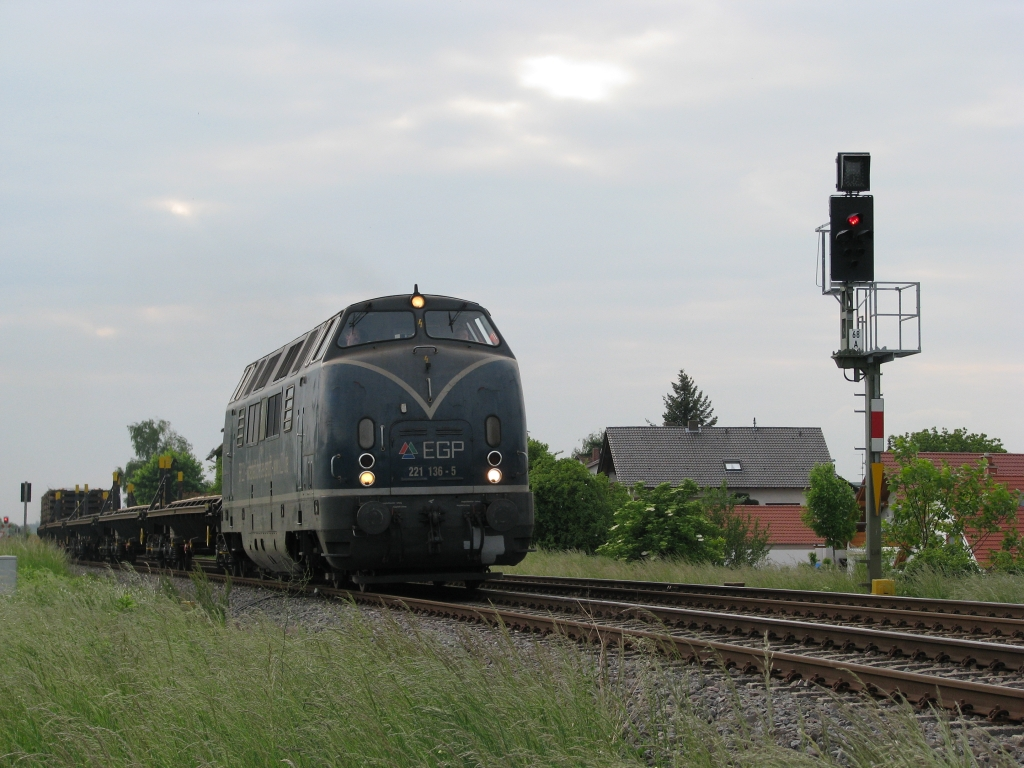
221 136 mit einem Schwellenzug bei der Ausfahrt Monsheim
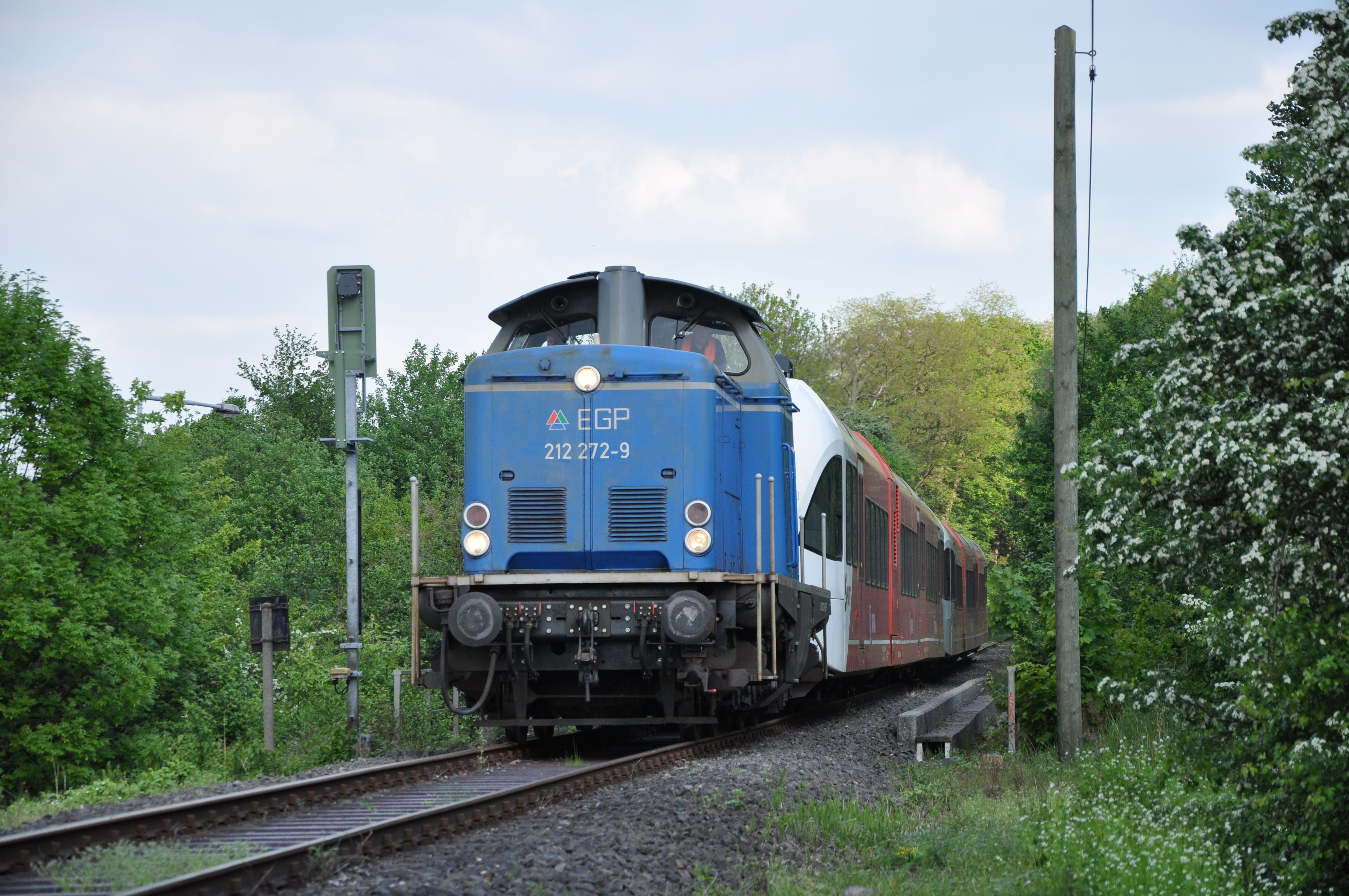
212 272 überführt zwei Stadler GTW auf der Bahnstrecke Aachen Nord–Aachen-Rothe Erde

Elektrolokomotiven

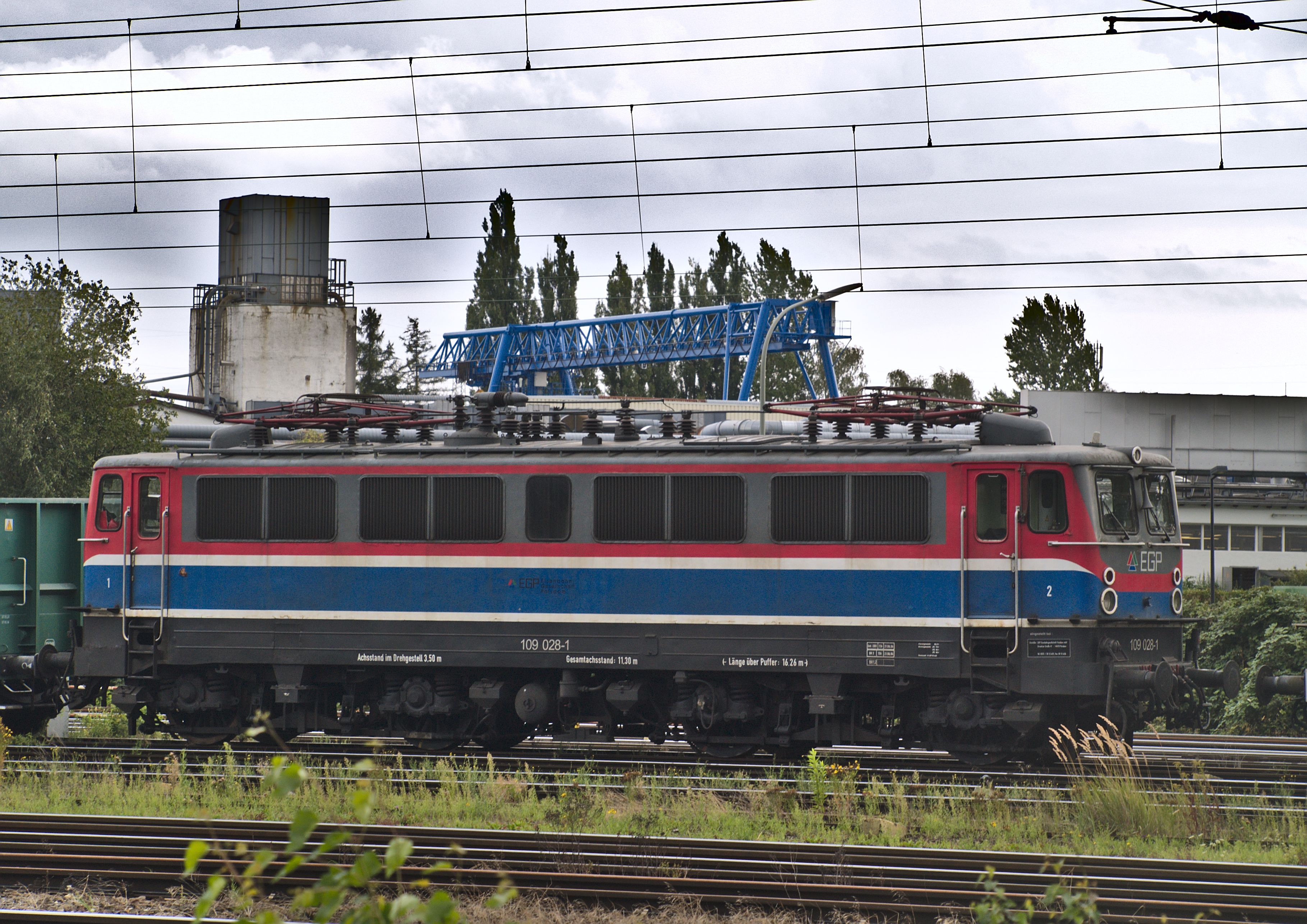
109 028-1 in Paderborn Hbf
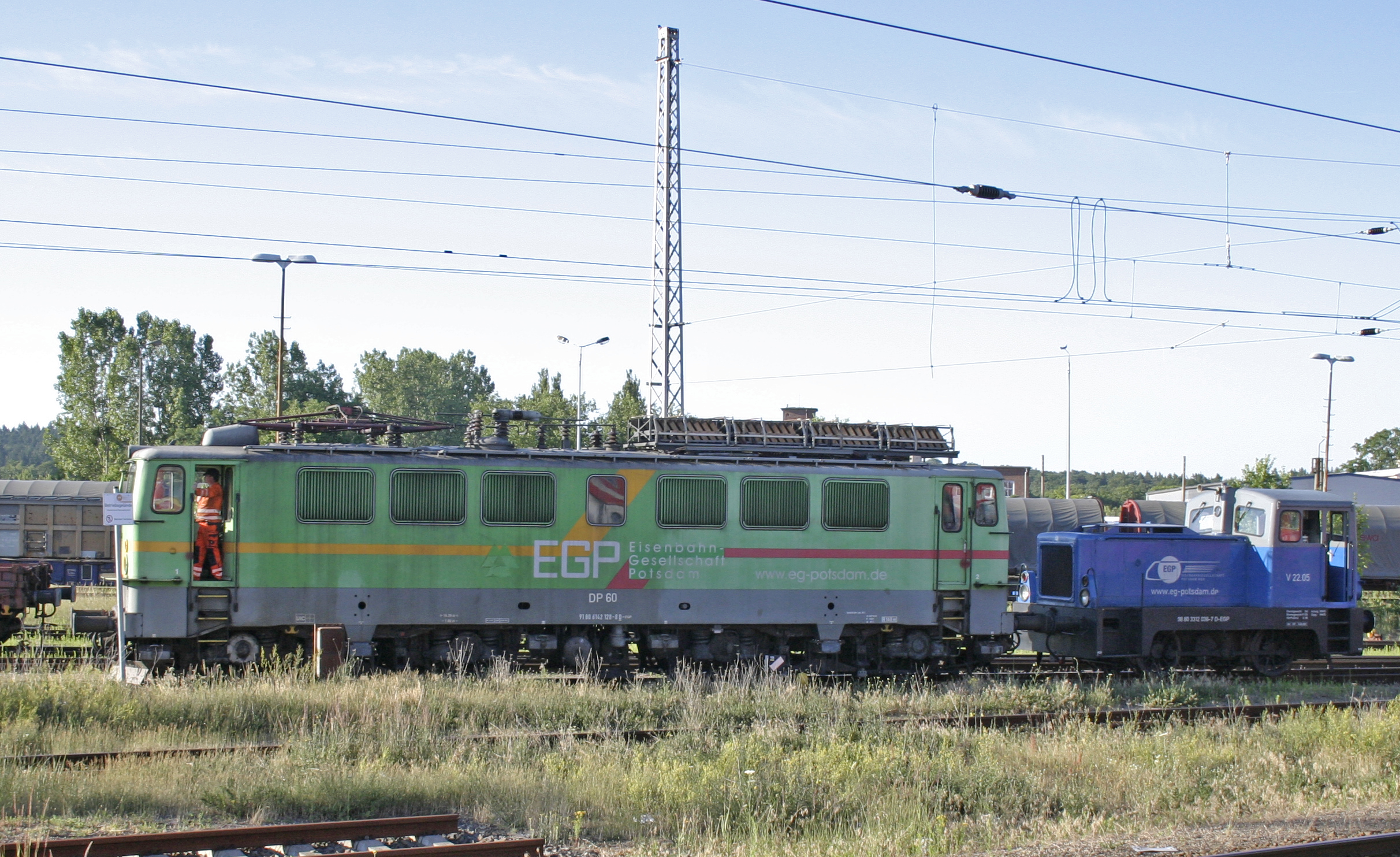
142 128 und 312 036 in Eberswalde Hbf
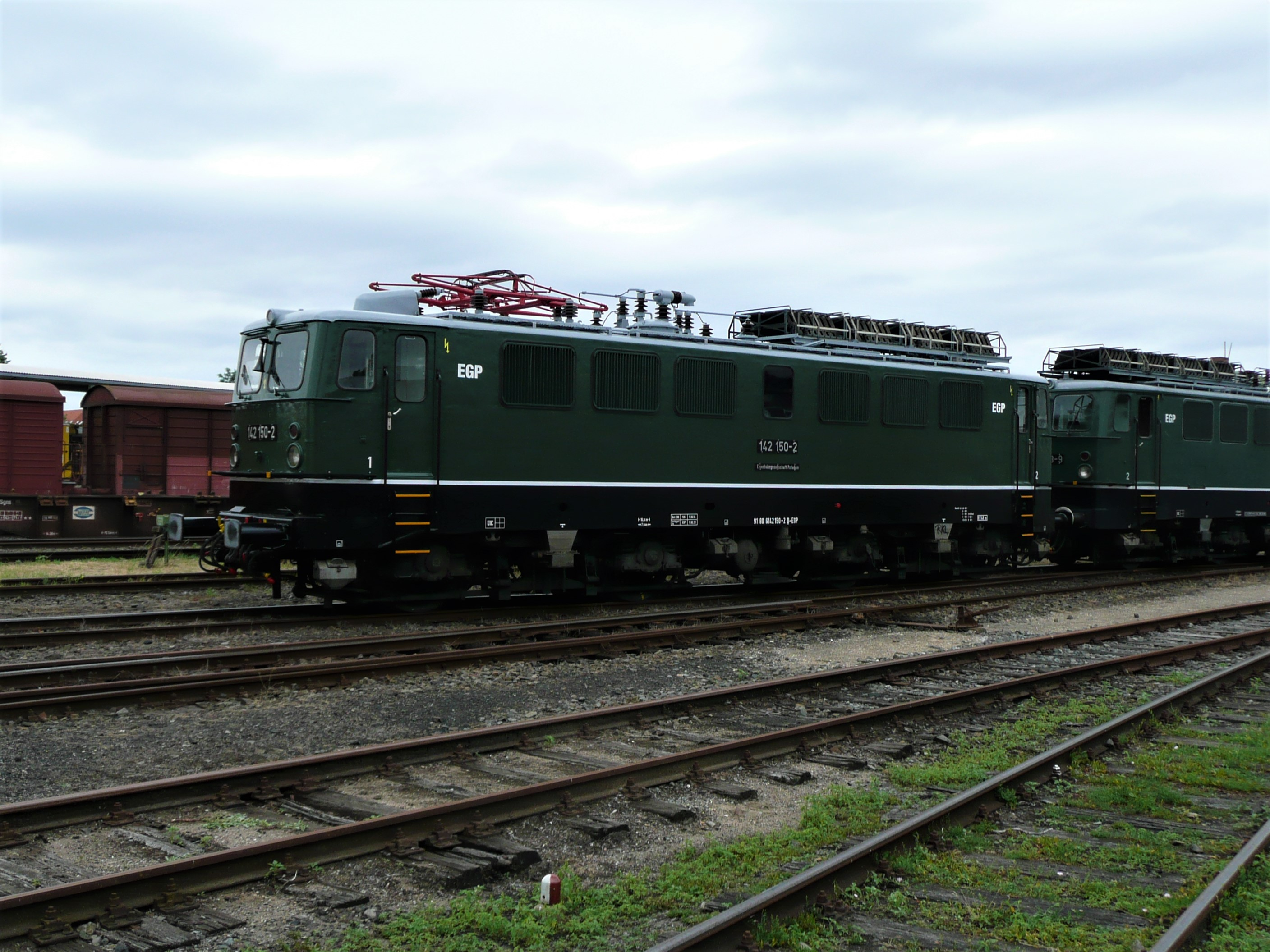
142 150 im Historischen Lokschuppen Wittenberge
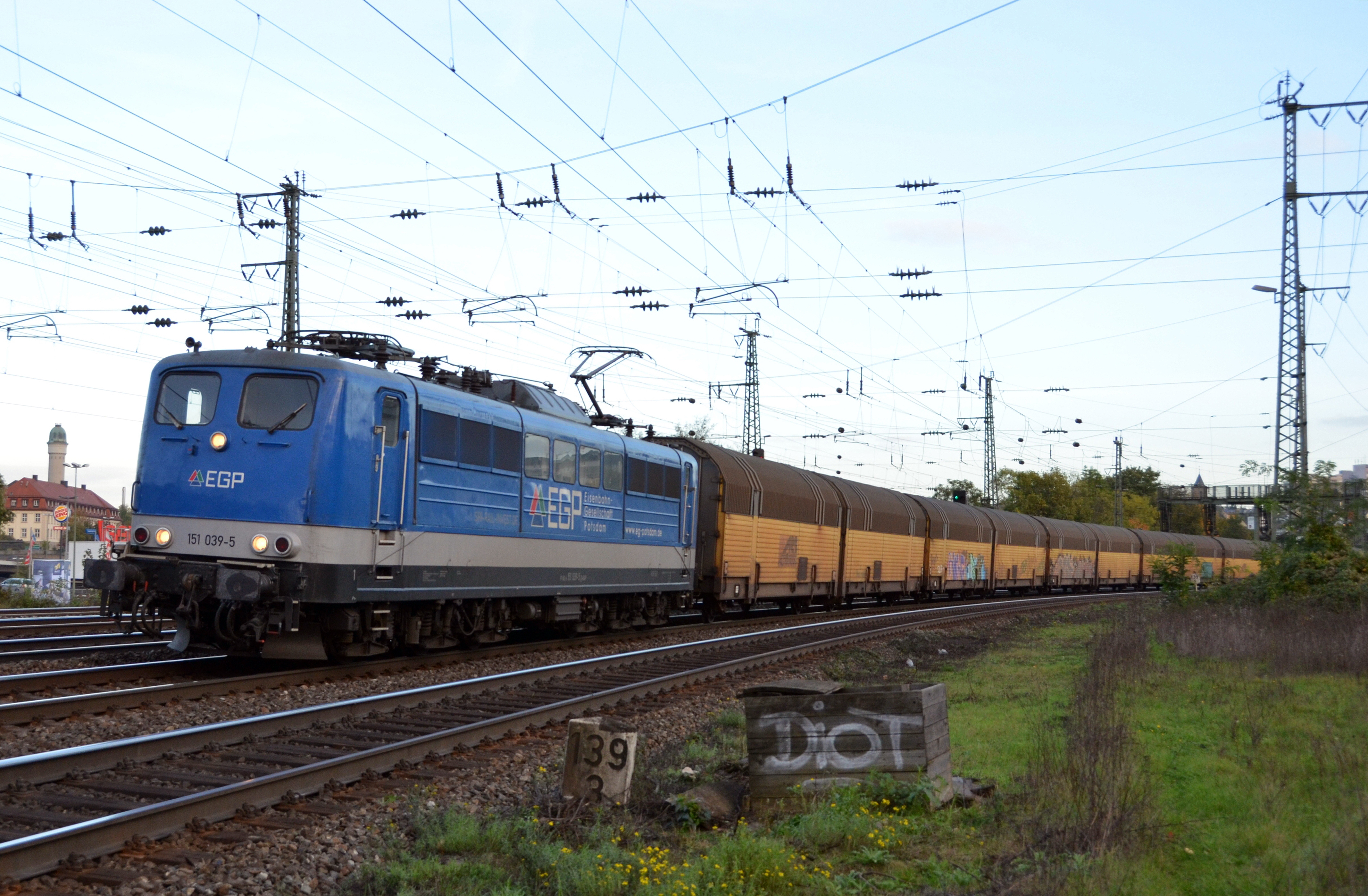
151 039-5 bei Würzburg
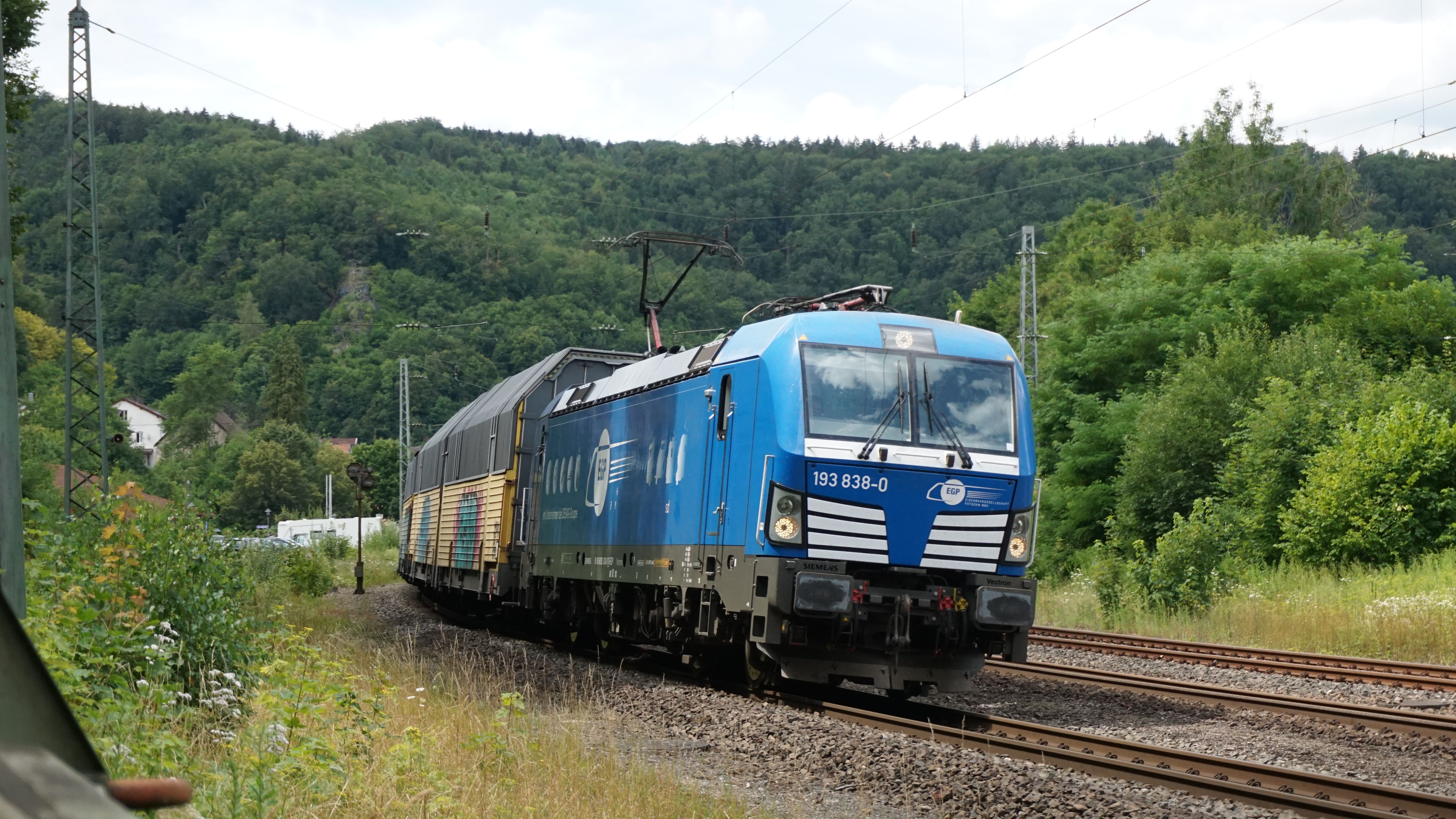
193 838 in Solnhofen Richtung Ingolstadt

## Beteiligungen
Die EGP ist an folgenden Unternehmen beteiligt (verbundene Unternehmen):
- Schienenfahrzeugbau Wittenberge GmbH (Wittenberge), 100 %
- ElbePort Wittenberge GmbH, Betreiber des Hafens Wittenberge, 65 %

Die Gesellschaft war von 2010 bis 2013 an der Städtebahn Sachsen beteiligt.